# St. Nikolaus (Wirlings)

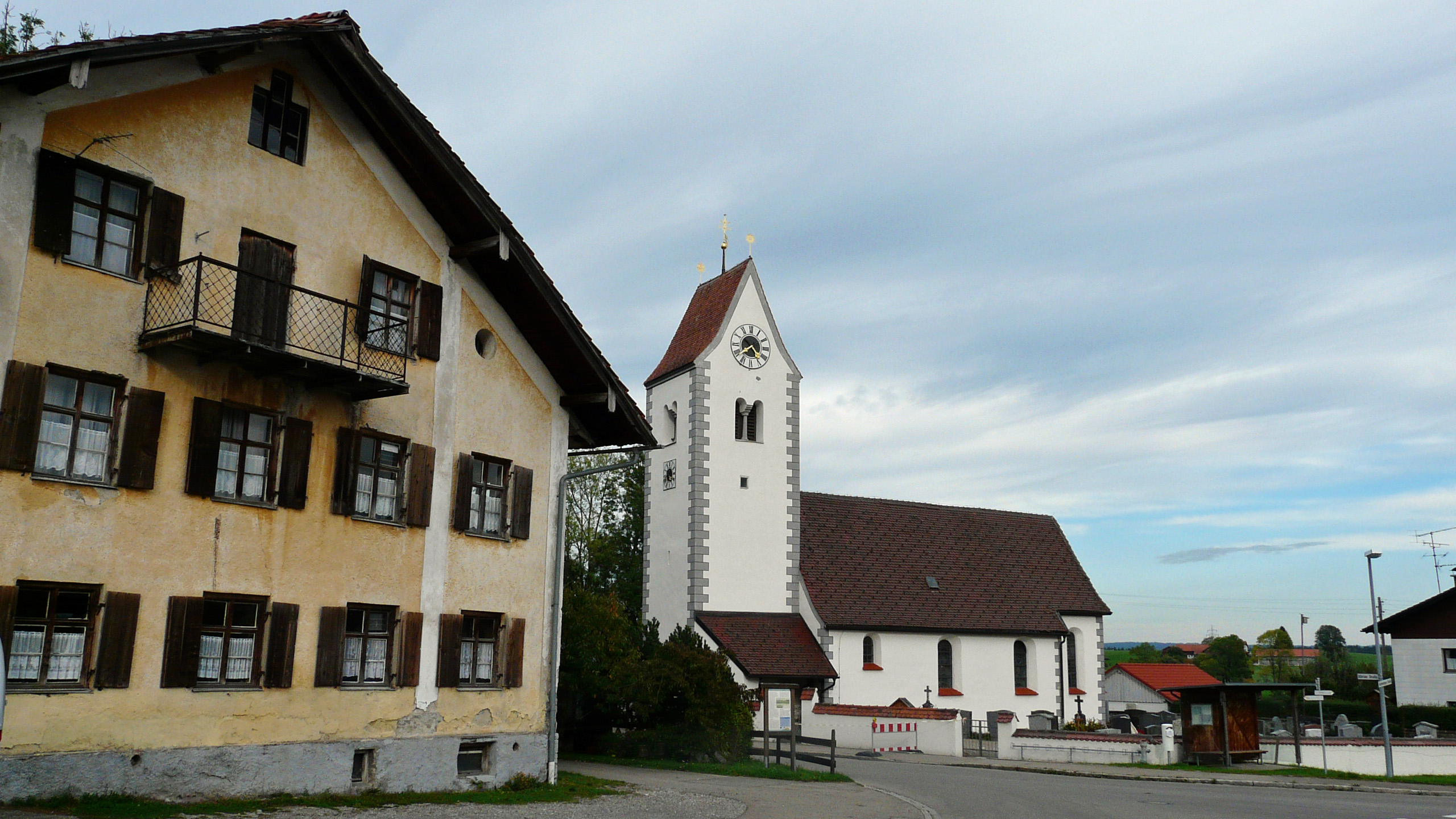
St. Nikolaus in Wirlings

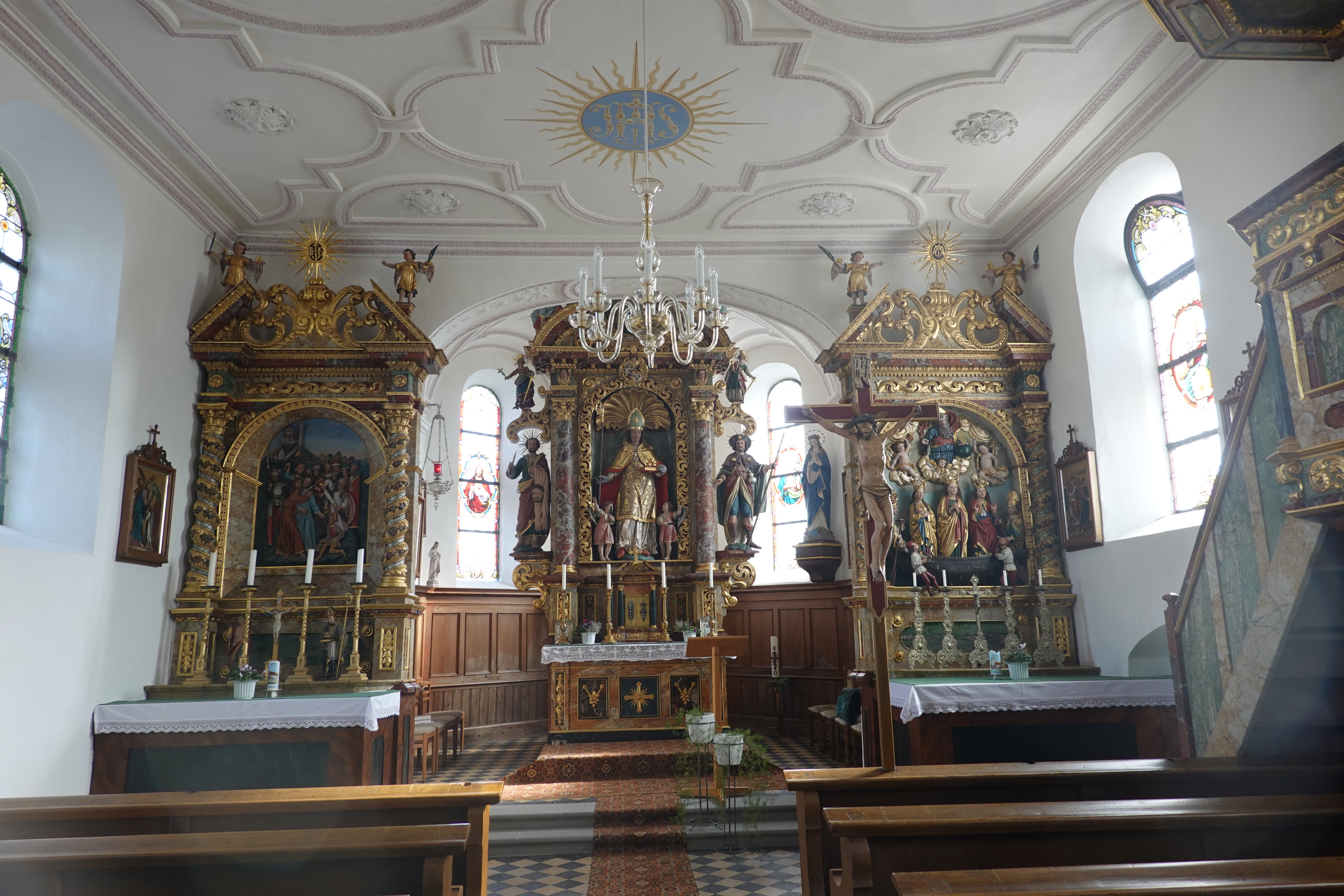
Innenraum

Die römisch-katholische Filialkirche St. Nikolaus steht in Wirlings, einem Gemeindeteil von Buchenberg im bayerisch-schwäbischen Landkreis Oberallgäu. Das Bauwerk ist in der Liste der Baudenkmäler in Buchenberg als Baudenkmal unter der Nr. D-7-80-117-20 eingetragen.

## Beschreibung
Die Saalkirche wurde 1518 neu erbaut und unter Rupert von Bodman 1680/90 im Innenraum umgestaltet. Sie besteht aus einem Langhaus, einem eingezogenen, dreiseitig geschlossenen Chor im Osten und einem im Kern spätromanischen Kirchturm im Westen, der mit einem Geschoss aufgestockt, das hinter den als Biforien gestalteten Klangarkaden den Glockenstuhl beherbergt, und quer mit einem Satteldach zwischen den Giebeln bedeckt wurde, auf denen die Zifferblätter der Turmuhr angebracht sind. 
Der Innenraum des Langhauses ist mit einer Flachdecke überspannt, der des Chors mit einem Stichkappengewölbe. Der Stuck wurde um 1680/90 eingebracht, ebenso die Fresken, im Chor ist die Krönung Mariens, im Langhaus Christi Himmelfahrt dargestellt. Die Schnitzarbeiten am Hochaltar werden Franz Ferdinand Ertinger zugeschrieben. Der Schrein mit den Reliquien der Ursula von Köln stammt vom Meister des Imberger Altars.